# Waidring
Waidring est une commune autrichienne du district de Kitzbühel dans le Tyrol.

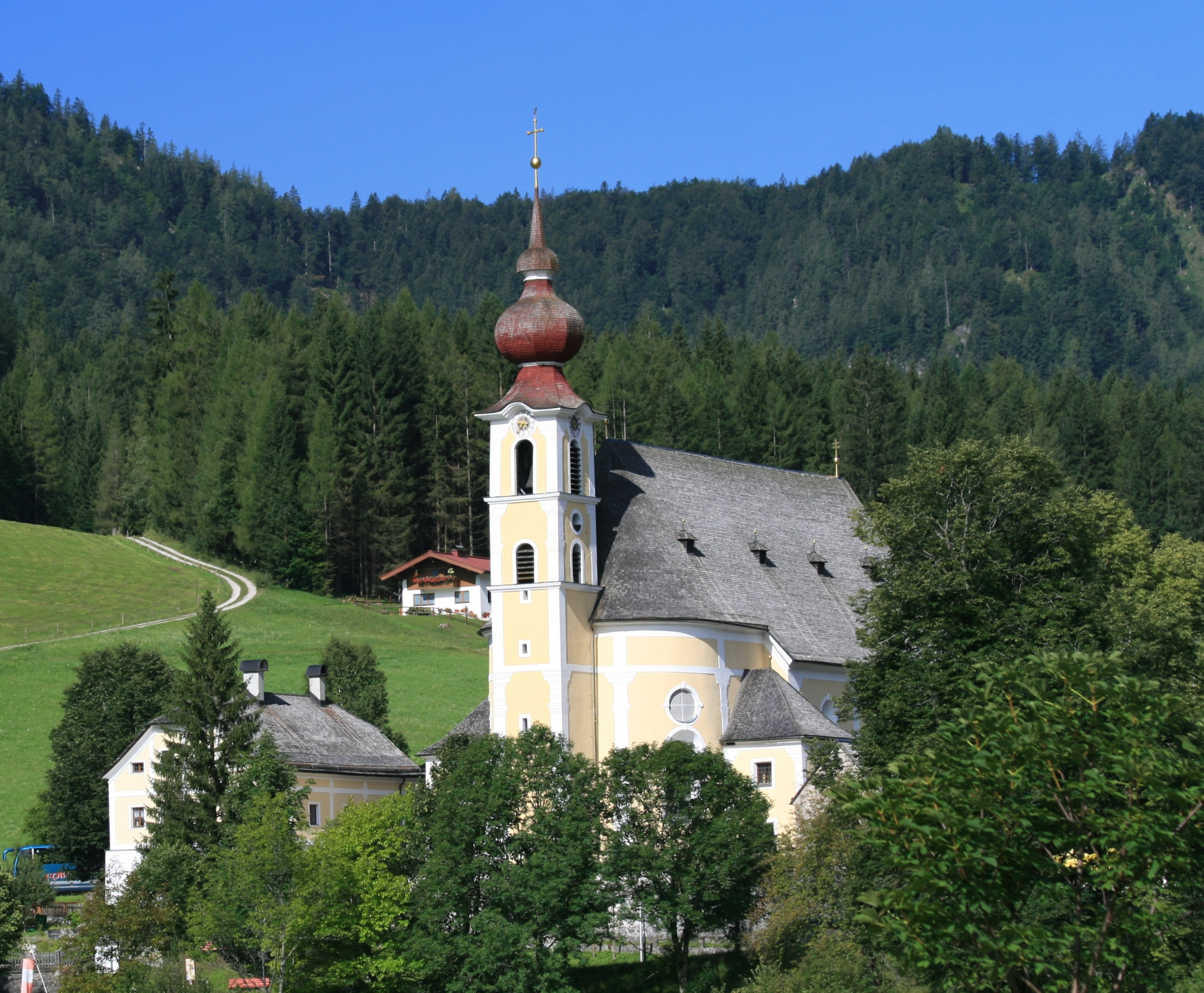
Waidring